# Pays et Marchés du monde
 (septembre 2017).
Si vous disposez d'ouvrages ou d'articles de référence ou si vous connaissez des sites web de qualité traitant du thème abordé ici, merci de compléter l'article en donnant les références utiles à sa vérifiabilité et en les liant à la section « Notes et références ».

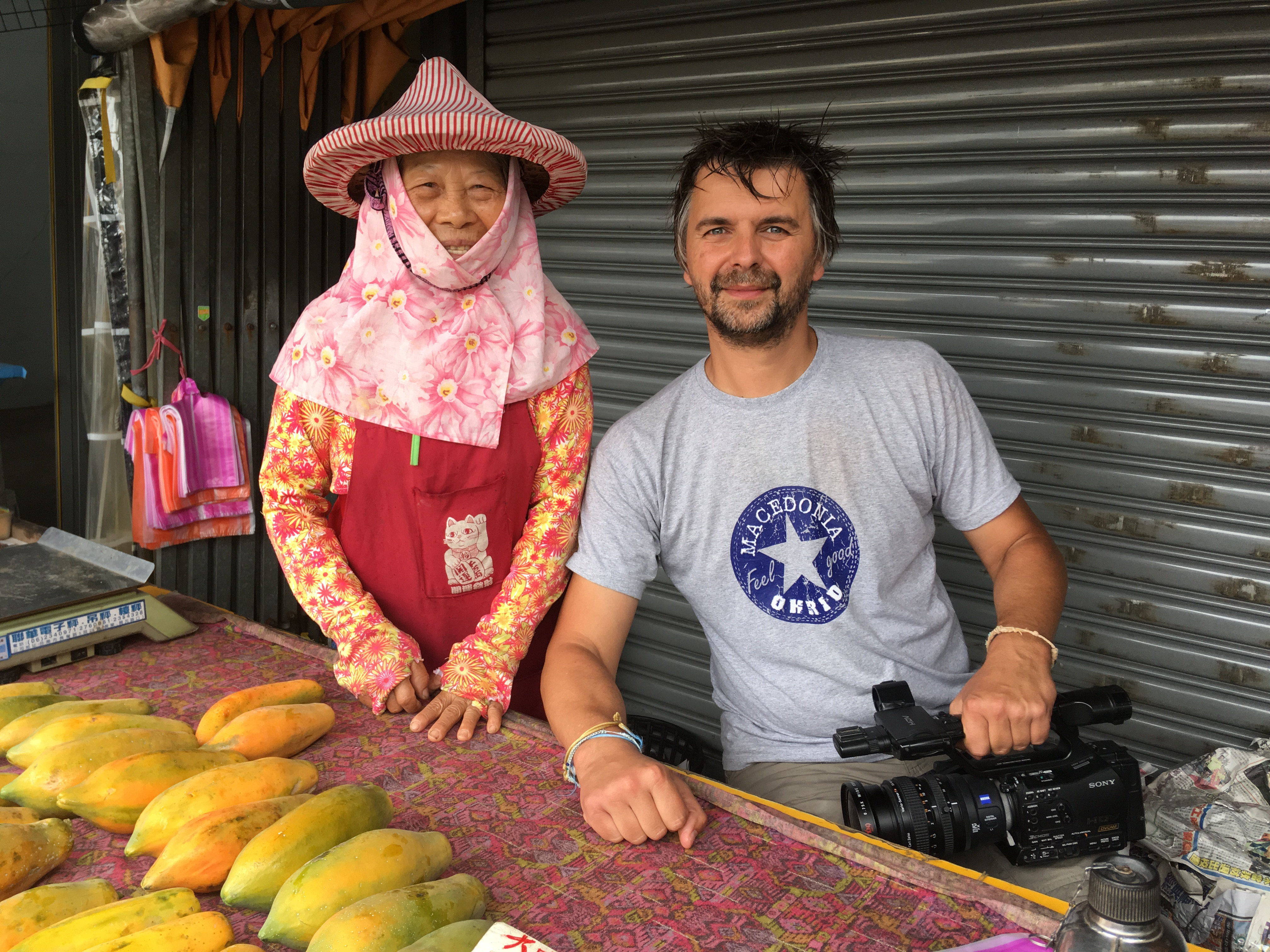
En tournage sur le marché de Tainan à Taiwan

Pays et Marchés du monde est une série télévisée documentaire diffusée sur TV5 Monde et France 2 (avant Télématin) depuis 2016. 

## Description
Cette série permet de découvrir une destination touristique à travers ses paysages emblématiques et un marché local. Elle est présentée par Xavier Petit et coproduite par TourMaG.com. Chaque épisode dure 6,30 minutes. Xavier Petit présente le programme, qu'il réalise avec Jean Da Luz. Pour filmer, Xavier Petit est assisté de Claire Pain ou Frédéric Arfi. 
Les musiques originales sont composées par Patrice Garcia.

### Saison 1 (30 épisodes)
- Jordanie
- Tunisie
- Islande[4]
- Norvège
- Sibérie (Russie)
- Moscou (Russie)
- Macédoine
- Istrie (Croatie)
- Açores
- Israël
- Madère
- Crète (Grèce)
- Mongolie
- Sri Lanka
- Shanghai
- Singapour
- Maldives
- Harbin (Chine)
- Indonésie (Bali, Lombok, Gili Trawangan)
- Jamaïque
- Californie (États-Unis)[5]
- Mexique Yucatán
- Mexique Riviera Maya
- Seychelles
- La Réunion côté terre[6]
- La Réunion côté mer
- Martinique (Caraïbes françaises)
- Auriol, (France, Bouches-du-Rhône)
- Saint-Maximin-la-Sainte-Baume (Var, France)
- Lisbonne (Portugal)

### Saison 2 (30 épisodes)
- Île Maurice
- Moorea-Papeete (Polynésie française)
- Raiatea-Tahaa (Polynésie française)
- Tahiti-Taravao (Polynésie française)
- Cuba-Gibara,
- Cuba-Santiago
- Cuba-Baracoa
- Madagascar
- Guyane
- Sydney (Australie)
- Melbourne (Australie)
- Adélaïde (Australie)
- Colmar (Alsace),
- Marseille côté mer & marché aux poissons du Vieux Port
- Marseille côté terre & marché bio du cours Julien[7]
- Cap Corse-Bastia (France)
- Afrique du Sud-Durban
- Californie - marché fermier Los Angeles (États-Unis)
- Los Angeles downtown (États-Unis)
- Arizona (États-Unis)
- Japon-Fukuoka
- Taïwan-Taipei
- Taïwan-Tainan
- Thaïlande-Loei
- Thaïlande-Bangkok
- Thaïlande-Chiang Mai
- Madrid (Espagne)
- Athènes (Grèce)
- Édimbourg (Écosse)
- Cap Nord (Norvège)

### Saison 3 (30 épisodes)
- Mexique-Riviera Nayarit-Puerto Vellarta
- Cracovie (Pologne)
- Saint-Dominque (République dominicaine)
- Mazovie (Pologne)
- Tyrol (Autriche)
- Motu Mahana (Polynésie française)
- Huahine-Papeete (Polynésie française)
- Palm Springs (États-Unis, Californie)
- Bora-Bora (Polynésie française)
- Varsovie (Pologne)
- Mae Klong marché du Rail (Thaïlande)
- Nong Bua marché aux desserts (Thaïlande)
- Java-Banyuwangi (Indonésie)
- Java-Surabaya (Indonésie)
- Borneo-Melak (Indonésie)
- Rayong (Thaïlande)
- Comber (Irlande du nord)
- Belfast (Irlande du nord)
- Zagreb (Croatie)
- Rijeka (Croatie)
- Tocha (Portugal)
- Costa Nova (Portugal)
- Tel-Aviv-Jaffa (Israël)
- Jerusalem (Israël)
- Napa Valley (États-Unis, Californie)
- Sonoma-Healdsburg (États-Unis, Californie)
- Forcalquier (France, Provence)
- Clermont l'Hérault (France, Hérault)
- Lourmarin (France, Provence)
- Mendocino-Ukiah États-Unis, Californie)